# Península de Buri
A península de Buri é uma península que se estende a partir do centro da Eritreia para norte entrando pelo mar Vermelho. A oeste fica o golfo de Zula. Variada na sua geografia, conta com manguezais e salinas. É conhecida pela vida selvagem, e a sua fauna inclui avestruzes, babuínos-hamadryas e burros-selvagens-africanos. O relevo é dominado pelo monte Dulhi e pelo monte Abdur.